# جنرال إلكتريك للنقل
جنرال إلكتريك للنقل أو جي إي للنقل (بالإنجليزية: GE Transportation)‏ هي شركة خاصة مملوكة سابقًا لشركة جنرال إلكتريك الأمريكية، وحاليًا جزء من مجموعة وابتك الأمريكية، تعمل في مجال النقل، تصنيع جرارات السكك الحديدية، الطاقة، والتعدين، أنشأت سنة 1907، ويقع مقرها الرئيسي في مدينة بيتسبرغ بولاية بنسيلفانيا بالولايات المتحدة الأمريكية.

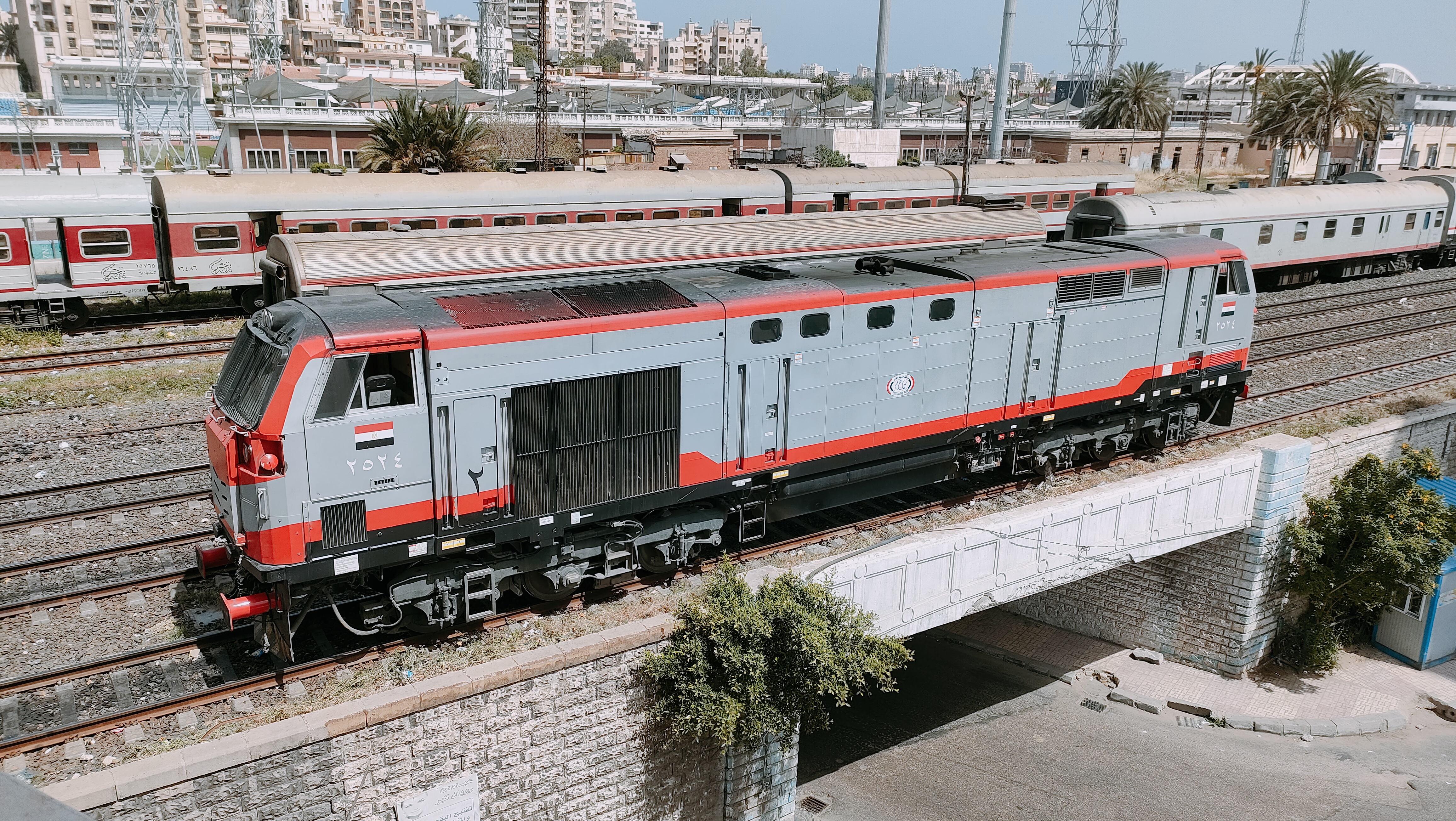
جرار من صنع الشركة تابع لسكك حديد مصر

## وصلات خارجية
- الموقع الرسمي للشركة.